# 4111 Lamy
4111 Lamy eller 1981 EN12 är en asteroid i huvudbältet som upptäcktes den 1 mars 1981 av den amerikanska astronomen Schelte J. Bus vid Siding Spring-observatoriet. Den är uppkallad efter Philippe L. Lamy.